# Петрела Салто
Петрела Салто (итал. Petrella Salto) је насеље у Италији у округу Ријети, региону Лацио.
Према процени из 2011. у насељу је живело 260 становника. Насеље се налази на надморској висини од 778 м.

## Становништво
Према резултатима пописа становништва 2011. у општини је живело 1.212 становника.
| 1931. | 1936. | 1951. | 1961. | 1971. | 1981. | 1991. | 2001. | 2011. |
| ----- | ----- | ----- | ----- | ----- | ----- | ----- | ----- | ----- |
| 5.262 | 5.000 | 4.493 | 3.581 | 2.334 | 2.005 | 1.608 | 1.326 | 1.212 |